# Heleniella nebulosa
Heleniella nebulosa är en tvåvingeart som beskrevs av Andersen och Wang 1997. Heleniella nebulosa ingår i släktet Heleniella och familjen fjädermyggor. Inga underarter finns listade i Catalogue of Life.